# Saint Lawrence (Malta)
San Lawrenz, també Saint Lawrence, en anglès, és un municipi de l'illa de Gozo, a Malta. Té una població de 599 (cens de 2005) habitants i una superfície de 3,6 km². Deu el seu nom a sant Llorenç màrtir de Roma.